# Cardeniopsis putidus
Cardeniopsis putidus är en insektsart som först beskrevs av Karsch 1896.  Cardeniopsis putidus ingår i släktet Cardeniopsis och familjen gräshoppor. Inga underarter finns listade i Catalogue of Life.